# آنتانامالازا
آنتانامالازا (به لاتین: Antanamalaza) یک منطقهٔ مسکونی در ماداگاسکار است که در بخش امباتولامپی واقع شده‌است. آنتانامالازا ۱۲٬۰۰۰ نفر جمعیت دارد و ۱٬۶۰۳ متر بالاتر از سطح دریا واقع شده‌است.